# Liste der Kulturdenkmäler in Dunzweiler
In der Liste der Kulturdenkmäler in Dunzweiler sind alle Kulturdenkmäler der rheinland-pfälzischen Ortsgemeinde Dunzweiler aufgeführt. Grundlage ist die Denkmalliste des Landes Rheinland-Pfalz (Stand: 6. September 2022).

## Einzeldenkmäler
| Bezeichnung            | Lage                  | Baujahr | Beschreibung                                                   | Bild            |
| ---------------------- | --------------------- | ------- | -------------------------------------------------------------- | --------------- |
| Protestantische Kirche | Brunnenstraße 14 Lage | 1840/41 | gotisierender Quaderbau, oktogonales Turmobergeschoss, 1840/41 | Fotos hochladen |